# Мерлин (ТВ серија)
Мерлин (енгл. Merlin), такође познат под насловом Мерлинове авантуре (енгл. The Adventures of Merlin), британска је фантастично-авантуристичка телевизијска серија, лабаво заснована на артуријанским легендама са нагласком на ликове Мерлина и краља Артура. Креирали су је Џулијан Џоунс, Џејк Мичи, Џони Капс и Џулијан Марфи за BBC, а премијерно је емитована на каналу BBC One од 20. септембра 2008. до 24. децембра 2012. године. Главне улоге у серији тумаче Колин Морган, Ејнџел Колби, Бредли Џејмс, Кејти Макграт, Ентони Хед, Ричард Вилсон, Џон Херт и Натанијел Паркер.
Серија прати младог чаробњака Мерлина, кога мајка шаље у краљевство Камелот због његовог „посебног дара”. Након што је спасио живот принца Артура у првој епизоди, он постаје Артуров слуга. Мерлин убрзо сазнаје да је разлог његовог дара тај да заштити Артура, али он је приморан да скрива своје моћи јер је магију у краљевству забранио Артуров отац, краљ Утер Пендрагон, а они који су ухваћени да је практикују бивају погубљени. Током година и након више заједничких авантура, Мерлин и Артур постају одани пријатељи и сапутници, при чему овај први даје све од себе да утиче на потоњег да постане онакав краљ какав је предодређен да буде.
Серија је емитована у више од 180 земаља и била је номинована за неколико награда, укључујући БАФТА телевизијску награду за најбоље визуелне ефекте.

## Синопсис
Мерлин (Колин Морган) је млади, надарени чаробњак који стиже у краљевство Камелот након што му мајка среди да остане код дворског лекара Гаја (Ричард Вилсон). Он открива да је краљ Утер Пендрагон (Ентони Хед) ставио магију ван закона двадесет година раније у догађају познатом као Велика чистка и заточио последњег змаја, Килгару (глас Џона Херта), у пећинама испод замка. Након што је чуо мистериозни глас у својој глави, Мерлин одлази до пећине испод тврђаве и тамо налази змаја. Велики змај говори Мерлину да има важну судбину: да заштити Утеровог јединог сина, принца Артура (Бредли Џејмс), који ће вратити магију у Камелот и ујединити земљу Албион.
Када Мерлин упозна Артура, сматра га арогантним насилником, а Артур, такође, није толико импресиониран Мерлином. Након што је спасао принчев живот, Мерлин је постављен за његовог личног слугу. Њих двојица доживљавају многе авантуре, током којих почињу да поштују и верују један другом. Али када Утерови поступци на крају доведу до тога да се његова штићеница, Моргана (Кејти Макграт), окрене против Камелота и крене путем зла, Мерлин и Артур морају да удруже снаге са пријатељима, старим и новим, да заштите свој дом и обезбеде своју судбину.

## Улоге
| Глумац           | Улога                        |
| ---------------- | ---------------------------- |
| Колин Морган     | Мерлин                       |
| Бредли Џејмс     | Артур Пендрагон              |
| Ејнџел Колби     | Гиневра                      |
| Кејти Макграт    | Моргана Пендрагон            |
| Ентони Хед       | краљ Утер Пендрагон          |
| Ричард Вилсон    | Гај                          |
| Натанијел Паркер | Агравејн де Боа              |
| Џон Херт         | Велики змај / Килгара (глас) |

## Епизоде
| Сезона | Сезона | Епизоде | Епизоде | Оригинално емитовање | Оригинално емитовање |
| Сезона | Сезона | Епизоде | Епизоде | Премијера            | Финале               |
| ------ | ------ | ------- | ------- | -------------------- | -------------------- |
|        | 1.     | 13      | 13      | 20. септембар 2008.  | 13. децембар 2008.   |
|        | 2.     | 13      | 13      | 19. септембар 2009.  | 19. децембар 2009.   |
|        | 3.     | 13      | 13      | 11. септембар 2010.  | 4. децембар 2010.    |
|        | 4.     | 13      | 13      | 1. октобар 2011.     | 24. децембар 2011.   |
|        | 5.     | 13      | 13      | 6. октобар 2012.     | 24. децембар 2012.   |